# 仰泳

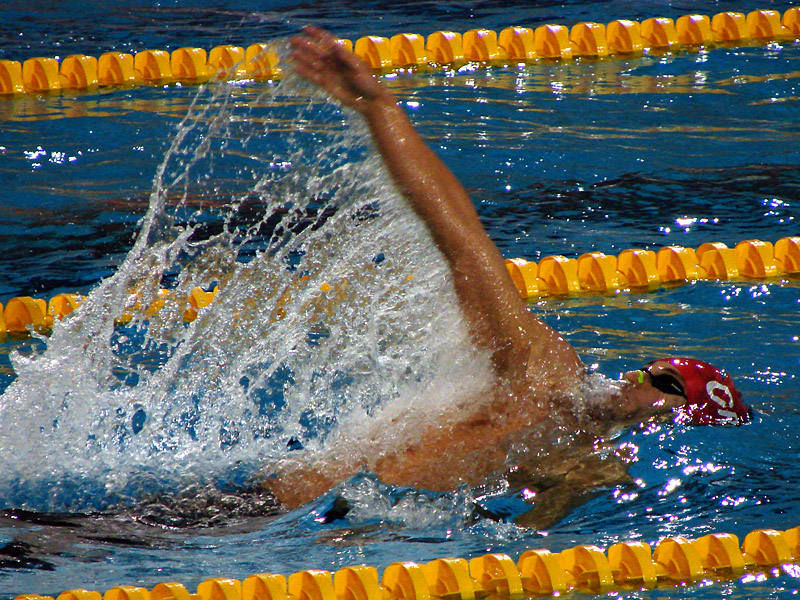
仰泳。

仰泳，仰卧于水面的游泳姿势，是被国际泳联设定规则的泳姿。主要有“反捷泳”、“反蛙泳”（蛙式仰泳），因为速度快，几乎无一例外被运动员在比赛中使用。仰泳时口鼻一直处于水面上，呼吸便利，但是無法前望，定向困難。在游泳比賽中，唯仰泳須要运动员在水裏开始，其它泳式都容許跳水起步。因此，在个人混合泳中仰泳是第2种泳姿，而在接力混合泳中是第1种泳姿。

## 历史
1900年在巴黎举行的夏季奥运会首見二百米仰泳比赛，现在賽程一般分為五十米，一百米，和二百米。

## 速度
仰泳的速度和蝶泳差不多，蝶泳因为可以在出发台起跳，因此在短距游泳记录上比仰泳快，而200米以上仰泳会用时更少。仰泳最快的游进速度是1.98米每秒。

## 游泳技术

### 身体动作

仰泳时，身体平直地仰卧于水中，头和肩膀略高于臀。身体纵轴和水平面呈一个很小的迎角，身体处于较高的位置。头在仰泳中起舵的作用，可以控制身体在水中左右移动。头自然地浸在水中，颈部肌肉放松，水位于耳际。为保持流线型姿势，臀和腰部肌肉要保持适度紧张，下肋上提，不要含胸。身体要不断围绕纵轴转动。当一臂划水至一半，另一臂在空中移动的时候，身体转动的角度不超过45度。
仰泳腿部动作起平衡稳定和推进作用。动作和爬泳腿部动作相似，膝关节弯曲角度比爬泳稍大，通常称“上踢下压”。
臂的动作产生主要推进力。手臂入水时自然伸直，小指先入水，入水点在身体纵轴的延长线上。手臂切入水中后，躯干向入水的同侧方向转动，手臂侧向伸展，使手臂处于最有力的向后对水的位置，形成有力的划水面。开始划水时，前臂内旋，肘关节弯曲角度在150度左右。划水使手和前臂靠近腰部，屈肘角度逐渐减小，当手离水面15厘米左右，屈肘角度在90-110度之间。手掌、前臂和肘应同时向后移动，手臂划过肩，手掌和前臂同时向后下方做推压动作，手腕内旋下压，配合身体向另一侧转动，为另一臂划水做准备。整个划水路线呈S形。划水结束后手掌朝下靠近大腿，然后出水，沿着肩膀的垂直面向前移动，开始下一次划水，两臂轮流配合进行。现在仰泳技术一般采用六次打腿、两次划臂和一次呼吸的配合技术。

### 出发

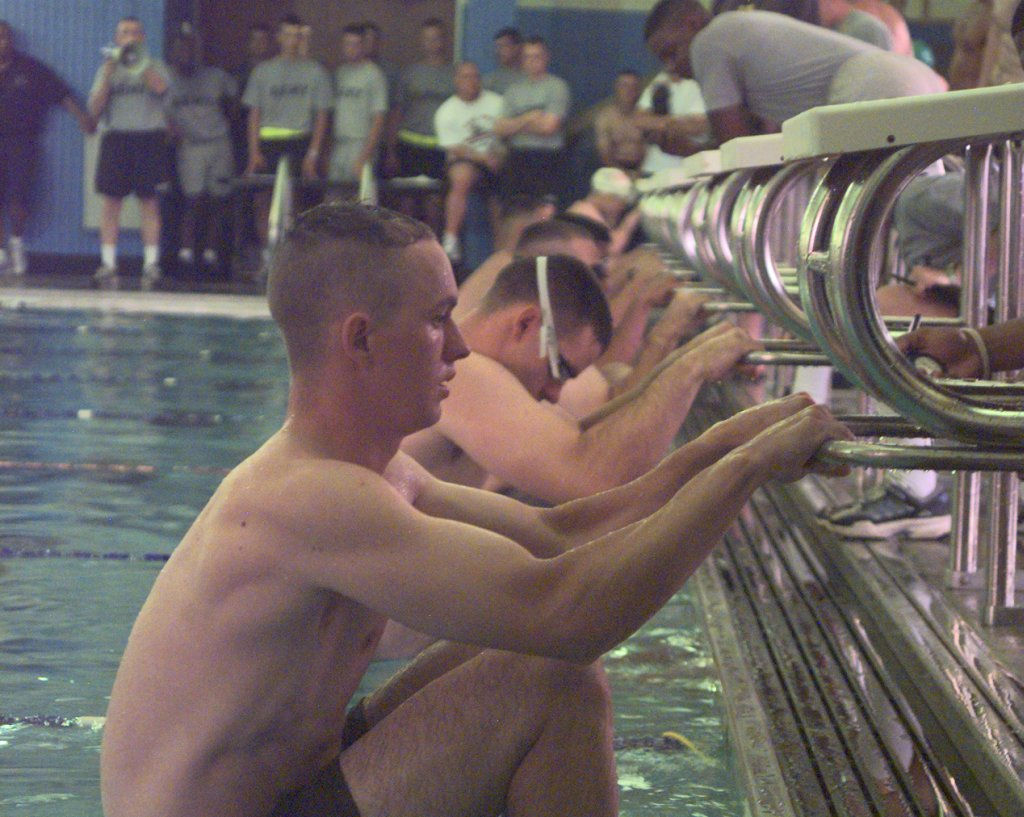
仰泳运动员等待出发信号

身体在水中面对池壁，两手可正握或侧握出发台上的拉杆，肘伸直，低头团身，大小腿做最大重叠，脚尖与水面同高或低于水面，两脚平行或上下蹬住池壁，臀部和大腿部分浸于水中。全身放松等待出发口令,准备起跳 ,听到“各就位”口令后，两臂屈肘上拉身体，低头团身，两膝稍展开，把臀部体拉出水，以减小起跳时水的阻力。
身体体拉出水后，双手向下或向内按拉杆，然后经上或两侧向后上摆臂同时蹬腿起跳。摆臂时带动身体后倒并逐渐打开髋关节，当膝、踝关节达适宜角度时蹬壁起跳，身体伸展，挺胸、头后仰夹于两臂间，身体成反弓形入水。水平高的技术应把整个身体跃出水面，至少要使臀部出水，以减少水的阻力。身体入水后应伸展成一直线，两臂头前并拢并且要控制身体的滑行深度和方向。在速度稍减时开始用腿打水（用仰泳腿或海豚腿），头将出水面时做第一次划水，在第一次划水后，面部应露出水面，并且开始快游。

### 转身
仰泳的前滚翻转身和爬泳的前滚翻转身技术基本上是一样的，只是在接近池壁前、过了仰泳转身标志先后，借用最后一次移臂的动力，使身体绕纵轴滚动转变成俯卧，并做最后一次划臂后进行前滚翻的转身动作。在做仰泳的前滚翻转身时一定要注意：一旦身体从仰卧转变俯卧后，腿就不能再进行打水的动作，身体转过垂直面时应该以仰卧的姿势蹬离池边。